# Hugo Segerdahl
Hugo Alexandersson Segerdahl , född 19 oktober 1853 i Bo, död 24 oktober 1907 i Hultafors, var en svensk rådman och politiker (liberal). 
Hugo Segerdahl, som kom från en bondefamilj, avlade hovrättsexamen vid Uppsala universitet 1878 och gjorde därefter domstolskarriär. Han var bland annat tillförordnad borgmästare i Söderköpings stad 1881–1882 och blev stadsnotarie i Göteborgs stad 1885 och var rådman i staden 1904–1907.
Han var riksdagsledamot i andra kammaren för Göteborgs stads valkrets 1900–1907 och tillhörde som frihandelsvänlig kandidat Liberala samlingspartiet. I riksdagen var han bland annat ledamot i lagutskottet 1905–1906. Han engagerade sig bland annat för rätt till skyndsam domstolsprövning av häktningar som skett utan domstolsbeslut. 